# Presa de arco gravedad

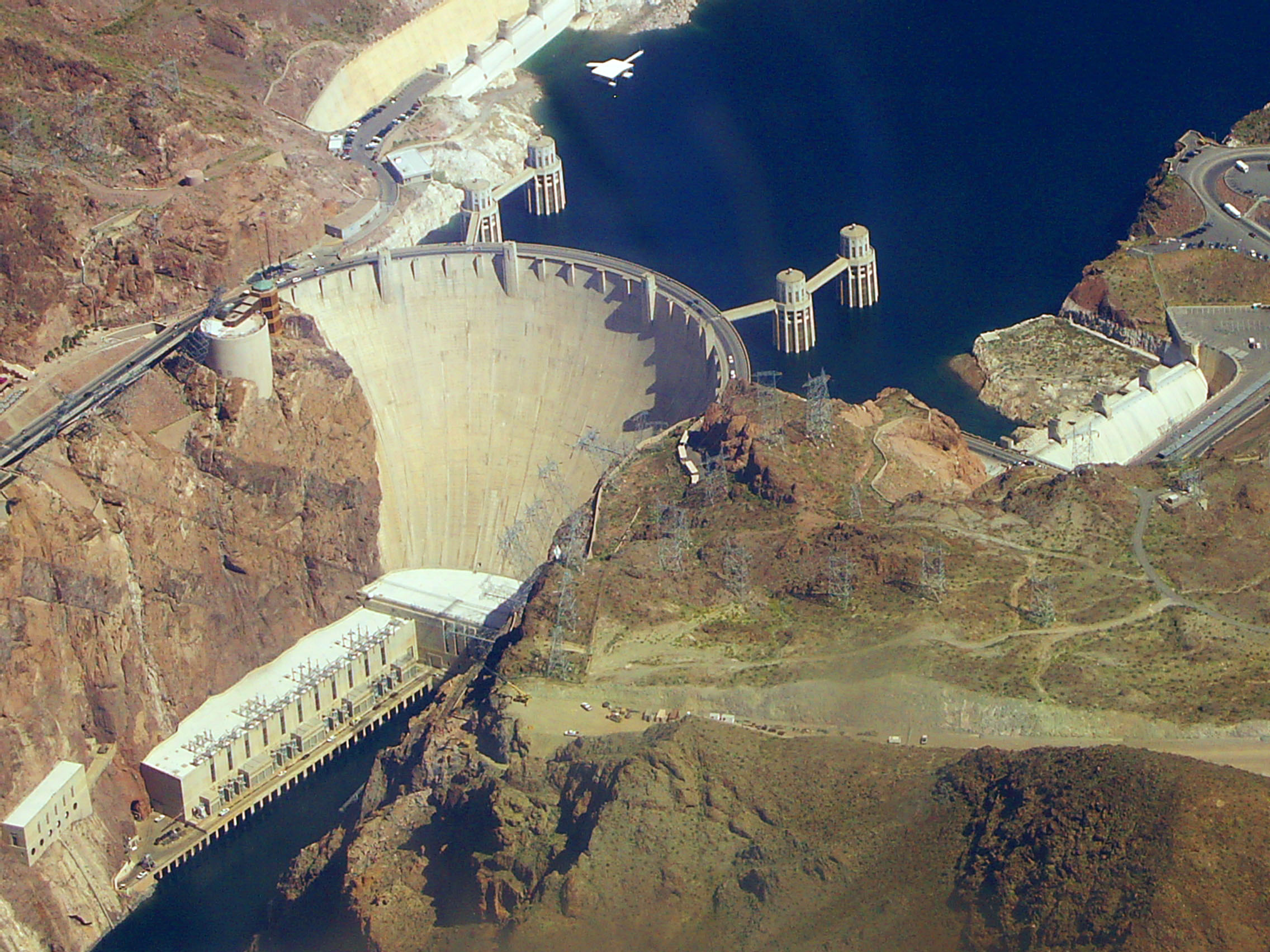
La presa Hoover, en el limite entre Arizona y Nevada, Estados Unidos,es de tipo arco gravedad.

Una presa de arco gravedad es un tipo de represa que reúne al mismo tiempo las características de una presa de gravedad y de una presa de arco. Un ejemplo conocido de este tipo de represa es la presa Hoover, en Estados Unidos.

## Características
Las presas de arco gravedad son enormes represas de hormigón que resisten el empuje del agua por su peso, utilizando la fuerza de la gravedad y el balance de la misma por su forma en arco.
El diseño curvado del arco es muy eficaz para soportar el agua en lugares estrechos y rocosos donde los lados del desfiladero son de roca dura y el agua se ve obligada a entrar por un cañón estrecho. Por lo tanto, la luz necesaria para la presa es estrecha. El diseño curvo retiene eficazmente el agua en el embalse utilizando una menor cantidad de material de construcción.
Cuando se sitúa correctamente en un emplazamiento adecuado, la presa de gravedad en arco, que combina las cualidades de resistencia a la carga de una presa de gravedad y de una presa de arco, inspira mayor confianza por su apariencia enorme. La curvatura de una presa de gravedad puede hacerla parecer más fuerte, pero parte de este efecto puede ser un factor psicológico en la elección del estilo de presa. Se trata de una presa más ligera que otro tipo de construcciones.